# Agustín Almodóbar Barceló
Agustín Almodóbar Barceló (Benidorm, 1 de desembre de 1977) és un polític valencià, senador i diputat al Senat i Congrés espanyol successivament en les legislatures IX, X, XI, XII, XIII, XIV i XV.

## Biografia
És fill de l'empresari hoteler Agustín Almodóvar Juan i la també política Ángela Barceló, i net de l'històric dirigent del Partit Popular (PP) a Benidorm Miguel Barceló Pérez. També és nebot d'Eduardo Zaplana, ex president de la Generalitat Valenciana.
Ha estat president de Nuevas Generaciones a Benidorm. L'octubre de 2008 va substituir el seu avi en l'escó al Senat d'Espanya, on fou portaveu de la Comissió d'Indústria, Comerç i Turisme del Senat. Posteriorment seria escollit senador per Alacant a les eleccions generals espanyoles de 2011, 2015 i 2016. A les eleccions d'abril de 2019 va obtindre l'escó per Alacant al Congrés dels Diputats i el va revalidar a la repetició electoral de novembre del mateix any. Amb la següent convocatòria d'eleccions de 2023 va tornar a l'escó del Senat.